# 59. Golden Globe-gála
Az 59. évi Arany Glóbusz, azaz Golden Globe-díjátadóra 2002. január 20-án kerül sor a Beverly Hills-i Beverly Hilton Hotelben, Kaliforniában. A legtöbb, hat jelölést megosztva kapta az Egy csodálatos elme és a Moulin Rouge! című film; díjak tekintetében pedig az előbbi győzedelmeskedett, néggyel.
A szórakoztatóiparban tett komoly munkáért járó Cecil B. DeMille-életműdíjat ebben az évben Harrison Ford kapta.

## Kategóriák és jelöltek
Nyertesek félkövérrel jelölve

### Mozifilmek

#### Legjobb film (dráma)
- Egy csodálatos elme
- Az ember, aki ott se volt
- A Gyűrűk Ura: A Gyűrű Szövetsége
- A hálószobában
- Mulholland Drive – A sötétség útja

#### Legjobb film (musical vagy vígjáték)
- Bridget Jones naplója
- Doktor Szöszi
- Gosford Park
- Moulin Rouge!
- Shrek

#### Legjobb színész (dráma)
- Russell Crowe (Egy csodálatos elme)
- Will Smith (Ali)
- Kevin Spacey (Kikötői hírek)
- Billy Bob Thornton (Az ember, aki ott se volt)
- Denzel Washington (Kiképzés)

#### Legjobb színész (musical vagy vígjáték)
- Gene Hackman (Tenenbaum, a háziátok)
- Hugh Jackman (Kate és Leopold)
- Ewan McGregor (Moulin Rouge!)
- John Cameron Mitchell (Hedwig és a Mérges Csonk)
- Billy Bob Thornton (Banditák)

#### Legjobb színésznő (dráma)
- Halle Berry (Szörnyek keringője)
- Judi Dench (Iris – Egy csodálatos női elme)
- Nicole Kidman (Más világ)
- Sissy Spacek (A hálószobában)
- Tilda Swinton (Mélyvíz)

#### Legjobb színésznő (musical vagy vígjáték)
- Thora Birch (Tétova tinédzserek)
- Cate Blanchett (Banditák)
- Nicole Kidman (Moulin Rouge!)
- Reese Witherspoon (Doktor Szöszi)
- Renée Zellweger (Bridget Jones naplója)

#### Legjobb mellékszereplő színész
- Jim Broadbent (Iris – Egy csodálatos női elme)
- Steve Buscemi (Tétova tinédzserek)
- Hayden Christensen (Az élet háza)
- Ben Kingsley (Szexi dög)
- Jude Law (A. I. – Mesterséges értelem)
- Jon Voight (Ali)

#### Legjobb mellékszereplő színésznő
- Jennifer Connelly (Egy csodálatos elme)
- Cameron Diaz (Vanília égbolt)
- Helen Mirren (Gosford Park)
- Maggie Smith (Gosford Park)
- Marisa Tomei (A hálószobában)
- Kate Winslet (Iris – Egy csodálatos női elme)

#### Legjobb rendező
- Robert Altman (Gosford Park)
- Ron Howard (Egy csodálatos elme)
- Peter Jackson (A Gyűrűk Ura: A Gyűrű Szövetsége)
- Baz Luhrmann (Moulin Rouge!)
- David Lynch (Mulholland Drive – A sötétség útja)
- Steven Spielberg (A. I. – Mesterséges értelem)

#### Legjobb forgatókönyv
- Egy csodálatos elme
- Az ember, aki ott se volt
- Gosford Park
- Mementó
- Mulholland Drive – A sötétség útja

#### Legjobb eredeti betétdal
- A Gyűrűk Ura: A Gyűrű Szövetsége – „May It Be”
- Kate és Leopold – „Until…”
- Moulin Rouge! – „Come What May”
- Pearl Harbor – Égi háború – „There You'll Be”
- Vanília égbolt – „Vanilla Sky”

#### Legjobb eredeti filmzene
- A. I. – Mesterséges értelem
- Ali
- Egy csodálatos elme
- A Gyűrűk Ura: A Gyűrű Szövetsége
- Kikötői hírek
- Moulin Rouge!
- Mulholland Drive – A sötétség útja
- Pearl Harbor – Égi háború

#### Legjobb idegen nyelvű film
- Amélie csodálatos élete
- Anyádat is
- Esküvő monszun idején
- Senkiföldje
- A senki földjén

### Televízió

#### Legjobb televíziósorozat (dráma)
- 24
- Alias
- Az elnök emberei
- CSI: A helyszínelők
- Sírhant művek
- Maffiózók

#### Legjobb televíziósorozat (musical vagy vígjáték)
- Ally McBeal
- Frasier – A dumagép
- Jóbarátok
- Szex és New York
- Will és Grace

#### Legjobb televíziós minisorozat vagy tévéfilm
- Anne Frank: The Whole Story
- Az elit alakulat
- Fekete angyal
- Judy Garland: Én és az árnyékaim
- Az összeesküvés

#### Legjobb színész, televíziósorozat (dráma)
- Simon Baker (Őrangyal)
- James Gandolfini (Maffiózók)
- Peter Krause (Sírhant művek)
- Martin Sheen (Az elnök emberei)
- Kiefer Sutherland (24)

#### Legjobb színész, televíziósorozat (musical vagy vígjáték)
- Tom Cavanagh (Ed)
- Kelsey Grammer (Frasier – A dumagép)
- Eric McCormack (Will és Grace)
- Frankie Muniz (Malcolm in the Middle)
- Charlie Sheen (Kerge város)

#### Legjobb színész, televíziós minisorozat vagy tévéfilm
- Kenneth Branagh (Az összeesküvés)
- James Franco (James Dean)
- Ben Kingsley (Anne Frank: The Whole Story)
- Damian Lewis (Az elit alakulat)
- Barry Pepper (Baseball-barátok)

#### Legjobb színésznő, televíziósorozat (dráma)
- Lorraine Bracco (Maffiózók)
- Amy Brenneman (Amynek ítélve)
- Edie Falco (Maffiózók)
- Jennifer Garner (Alias)
- Lauren Graham (Szívek szállodája)
- Marg Helgenberger (CSI: A helyszínelők)
- Sela Ward (Még egyszer és újra)

#### Legjobb színésznő, televíziósorozat (musical vagy vígjáték)
- Calista Flockhart (Ally McBeal)
- Jane Kaczmarek (Malcolm in the Middle)
- Heather Locklear (Kerge város)
- Debra Messing (Will és Grace)
- Sarah Jessica Parker (Szex és New York)

#### Legjobb színésznő, televíziós minisorozat vagy tévéfilm
- Judy Davis (Judy Garland: Én és az árnyékaim)
- Bridget Fonda (Amy után)
- Julianna Margulies (Artúr király és a nők)
- Leelee Sobieski (Lázadás)
- Hannah Taylor-Gordon (Anne Frank: The Whole Story)
- Emma Thompson (Fekete angyal)

#### Legjobb mellékszereplő színész, televíziósorozat, televíziós minisorozat vagy tévéfilm
- John Corbett (Szex és New York)
- Sean Hayes (Will és Grace)
- Ron Livingston (Az elit alakulat)
- Stanley Tucci (Az összeesküvés)
- Bradley Whitford (Az elnök emberei)

#### Legjobb mellékszereplő színésznő, televíziósorozat, televíziós minisorozat vagy tévéfilm
- Jennifer Aniston (Jóbarátok)
- Tammy Blanchard (Judy Garland: Én és az árnyékaim)
- Rachel Griffiths (Sírhant művek)
- Allison Janney (Az elnök emberei)
- Megan Mullally (Will és Grace)